# Nikolaj Vinnitsjenko
Nikolaj Aleksandrovitsj Vinnitsjenko (Russisch: Николай Александрович Винниченко) (Oktjabrskoje (district Sjemonajka), 10 april 1965) is een Russische openbaar aanklager en politicus. 
Vinnitsjenko werd geboren als zoon van een soldaat. In 1987 voltooide hij zijn opleiding aan de faculteit rechten van de Staatsuniversiteit van Leningrad. Vervolgens werkte hij van 1987 tot 1994 in het kantoor van de openbare aanklager van Leningrad (later Sint-Petersburg). van 1995 tot 1997 was hij openbaar aanklager van het district Moskovski van Sint-Petersburg en van 1998 tot 2001 als assistent-openbaar aanklager van Sint-Petersburg. In april 2001 werd hij aangesteld als hoofdinspecteur van de ambtelijke organisatie van de presidentiële afgevaardigde van het Noordwestelijk Federaal District (waartoe Sint-Petersburg behoort) en van 9 april 2003 tot 12 september 2004 vervulde hij de functie van hoofdaanklager in Sint-Petersburg. Op 21 oktober 2004 werd hij aangesteld als hoofddeurwaarder, als directeur van de Federale Deurwaarderdienst van Rusland.  
Op 8 december 2008 werd hij tevens aangesteld als presidentieel afgevaardigde van het Federaal District Oeral.